# Óblast autónomo Karachái
El Óblast Autónomo Karachái (en ruso: Карачаевская автономная область, en idioma karachayo-bálkaro: Къарачай автоном область) fue una división administrativa de la República Socialista Federativa Soviética de Rusia en la Unión de Repúblicas Socialistas Soviéticas, que se encontraba en el territorio del krai de Stávropol y existió entre el 26 de abril de 1926 y el 12 de octubre de 1943. Su centro administrativo era Mikoyan-Shajar.

## Historia
El óblast autónomo fue formado el 26 de abril de 1926 en el territorio del krai del Cáucaso Norte como resultado de la división del Óblast autónomo Karachái-Cherkeso previamente instaurado en 1922. El 13 de marzo de 1937 pasó a formar parte como entidad del krai de Ordzhonikidze y el 12 de enero de 1943 al renombrado krai de Stávropol. Su población en 1939 era de 150 303 habitantes.
Según la reforma del 1 de enero de 1941 la región estaba dividida administrativamente en una ciudad, Mikoyan-Shajar, y seis raiones: Zelenchukski (Zelenchukskaya), Malokarachayevski (Kislovodsk, no pertenecía en sí al raión), Mikoyanovski (Kosta Jetagurov), Pregradnenski (Pregradnaya), Ustdzhegutenski (Ust-Dzhegutinskaya) y Uchkulanski (Uchkulan). 
A raíz de la deportación de los karacháis a Asia Central y Kazajistán bajo la acusación de colaboración con la Alemania Nazi. El territorio del OA Karachái se dividió entre el krai y el óblast autónomo Cherkeso, y los raiones Mikoyanovski y Uchkulanski pasaron a formar el raión Klujorski de la República Socialista Soviética de Georgia.
En 1957 se reinstauraría el óblast autónomo Karachái-Cherkeso.

### Cambios territoriales del óblast autónomo Karachái

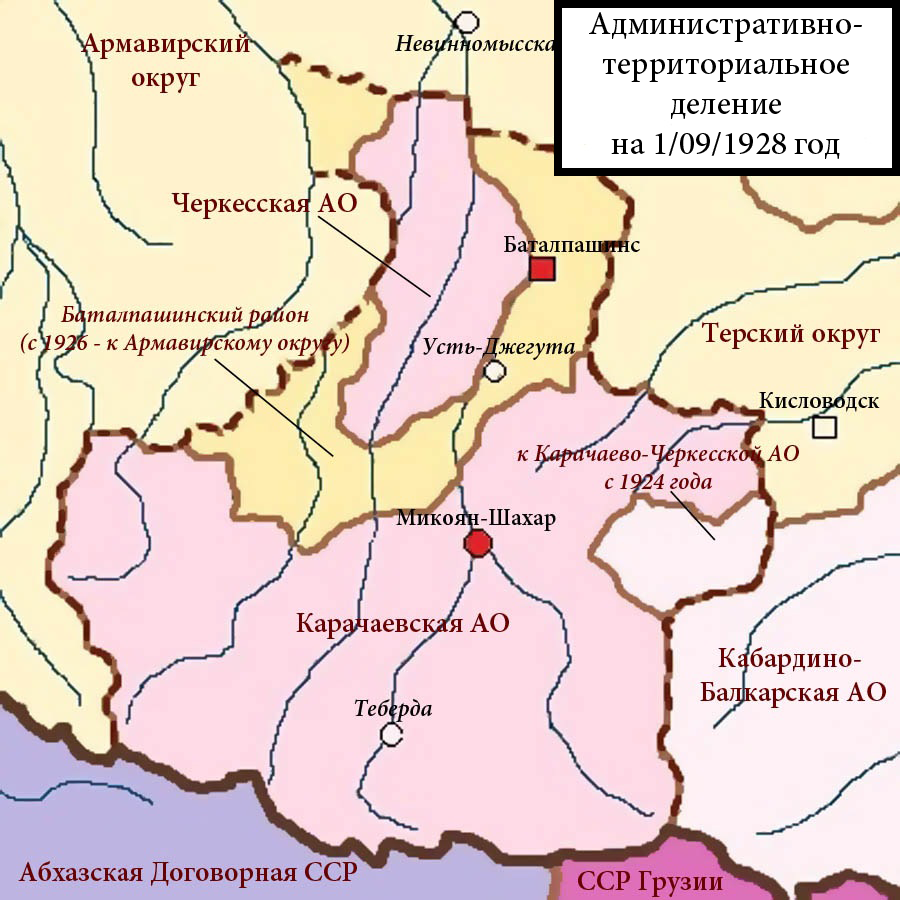
1928
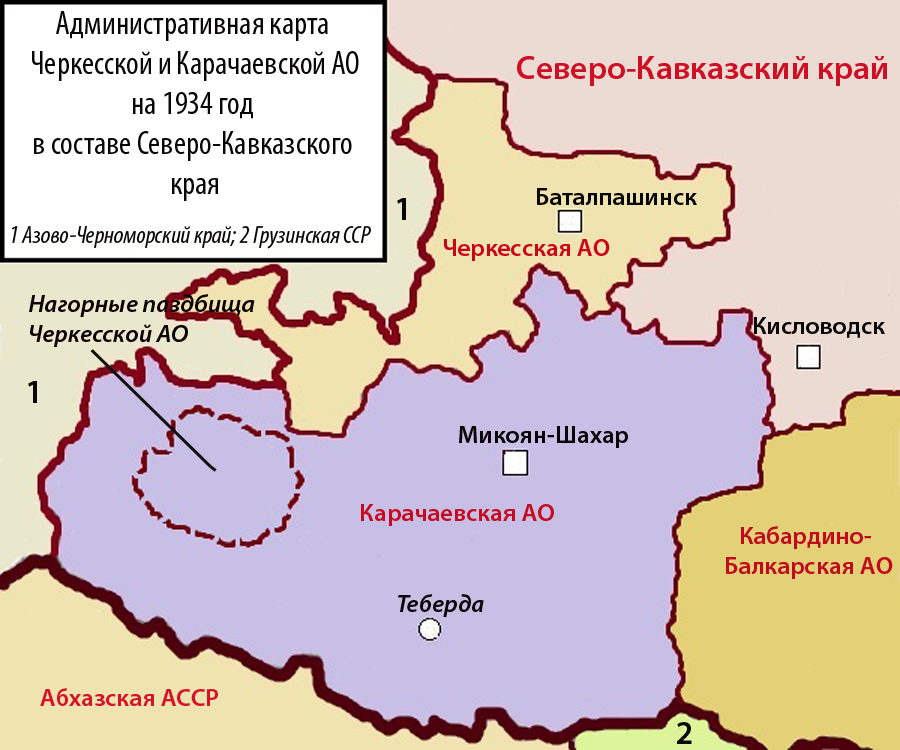
1934
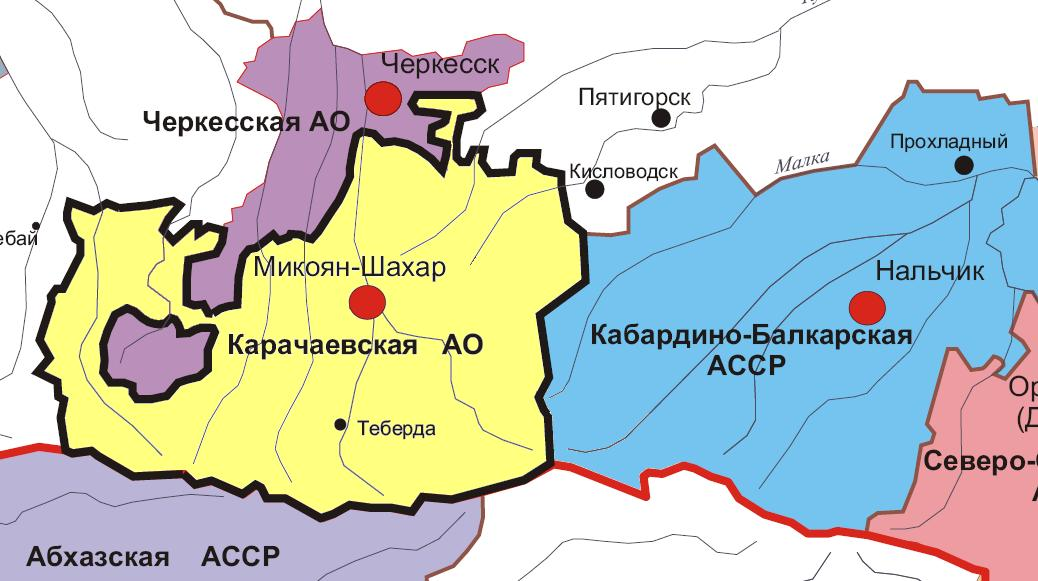
1943